# Amherst County
Amherst County je okres amerického státu Virginie založený v roce 1761. Správním střediskem je město Amherst. Okres je pojmenovaný podle britského polního maršála Jefferyho Amhersta.